# Kommunallagen i Sverige
För andra betydelser, se Kommunallagen.
Kommunallagen (2017:725) är en lag som reglerar Sveriges kommuners och regionernas organisation och ansvarsområden.

## Innebörd
Sverige är indelat i kommuner och regioner.
Medlem av en kommun är den som är folkbokförd i kommunen, äger fast egendom i kommunen eller ska betala kommunalskatt där. Medlem av en kommun är också en medborgare i någon av Europeiska unionens medlemsstater (unionsmedborgare) som är bosatt i kommunen men som, enligt 5 § andra stycket folkbokföringslagen (1991:481), inte ska folkbokföras där.
Medlem av en region är den som är medlem av en kommun inom regionen.
I varje kommun och i varje region finns det en beslutande församling, ett fullmäktige, benämnt kommunfullmäktige i kommunerna och regionfullmäktige i regionerna. Fullmäktige ska tillsätta en styrelse, benämnd kommunstyrelse i kommunerna och regionstyrelse i regionerna.
Styrelsen leder verksamheten och utövar uppsikt över nämnder samt förbereder beslut inför fullmäktige. Fullmäktige får inte ta beslut i ärenden som inte är förberedda av styrelsen eller av en nämnd med undantag för vissa uppräknade ärenden, till exempel personval eller revisionsärenden.
Fullmäktige beslutar i ärenden av principiell beskaffenhet eller annars av större vikt för kommunen respektive regionen. Dess sammanträden är enligt huvudregeln offentliga.
Allt detta kan sammanfattas under beteckningen kommunalrätt.
2017 års kommunallag trädde i kraft den 1 januari 2018 då den ersatte 1991 års kommunallag (nr 900). Den reviderades den 1 januari 2020 då beteckningen landsting ersattes av beteckningen region.